# آتیلا اونگواری
آتیلا اونگواری (مجاری: Attila Ungvári; ۲۵ اکتبر ۱۹۸۸) جودوکار اهل مجارستان است.